# Monte Takamagahara
Monte Takamagahara (高天原山, Takamagahara-yama) é uma montanha na Prefeitura de Gunma no Japão, próximo ao vilarejo de Ueno. O monte possui 1.978,6 metros (6,491 pés e 6 polegadas) de altura.
Em 12 de agosto de 1985, foi o local da queda do Voo Japan Airlines 123, que inicialmente foi relatado que o local da queda era no Monte Osutaka, mas mais tarde se confirmou no cume do Monte Takamagahara, a uma altura de aproximadamente 1.565 metros (5.135 pés) acima do nível do mar. Com a perda de 520 pessoas, é considerado o acidente aéreo mais mortífero no envolvimento de um único avião da história mundial.
A área foi posteriormente renomeado como Osutaka no One ("Cume do Monte Osutaka") pelo prefeito da vila de Ueno, Takeo Kurosawa (ex-tenente da Marinha Imperial Japonesa). Há um memorial no cume da montanha para homenagear os mortos do acidente do voo JAL 123. O caminho da montanha para o memorial foi construída como parte de um pacote de compensação da JAL.